# Flash Crash de 2010
 (janvier 2016).
Sa qualité peut être largement améliorée en utilisant un vocabulaire plus directement compréhensible.
Le Flash Crash de 2010 fait référence au « flash crash » boursier qui arriva le 6 mai 2010 aux États-Unis.
Le terme « flash crash » ou « krach éclair », fait référence, depuis cet évènement de 2010, à un effondrement boursier qui dure quelques minutes voire quelques secondes. Le Flash Crash de 2010 n'a duré qu'environ 36 minutes,.

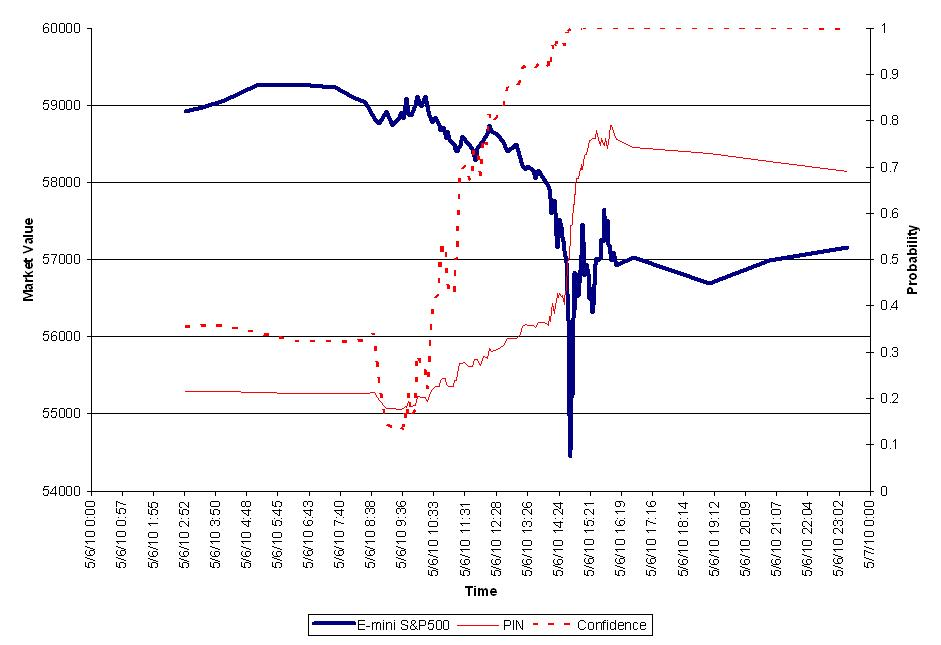
Diagramme montrant la « toxicité » des flux d'ordres lancés le 6 mai 2010.

Ce jour-là, l'indice Dow Jones Industrial Average a perdu 998,52 points avant de regagner environ 600 points, entre 14 h 42 et 14 h 52 au New York Stock Exchange[source insuffisante],. Une baisse de 9,2 % en l'espace de 10 minutes était sans précédent dans l'histoire. Cet incident a mis au jour l'implication du high frequency trading qui représente désormais les deux tiers des transactions boursières sur le NYSE. 
Le 6 mai 2010, en début d'après-midi, le Dow Jones a commencé à décliner pendant que la crise de la dette publique grecque s'intensifiait et alors que la plupart des grands indices financiers aussi bien sur le marché des futures que sur les marchés des actions avaient déjà subi une baisse d'environ 4 %. À 14 h 27, la baisse s'accentua. À 14 h 45, elle devint vertigineuse avec des ticks (en) à trois chiffres. En trois minutes, le Dow Jones perdit 433 points. Mais à 14 h 57, le Dow Jones avait repris 619,42 points. Les prix de nombreuses actions avaient connu une importante baisse, suivie d'une remontée en quelques minutes. Soudainement, une nouvelle baisse de 5,6 % intervint avant de s'annuler tout aussi rapidement. Environ 8 000 titres de sociétés et ETF échangés alors ont enregistré des mouvements de cours similaires, perdant de 5 % à 15 % avant de les regagner en totalité ou presque. Des actions ont subi des mouvements de prix encore plus sévères. Environ 20 000 échanges boursiers concernant 300 sociétés ont été exécutés à des prix supérieurs ou inférieurs à 60 % de leurs valeurs quelques instants auparavant. À la fin de la journée, la plupart des indices actions avaient perdu 3 % par rapport au cours de clôture de la veille. Le Dow Jones, qui avait ouvert la séance à 10 862,22 points, a atteint un plus bas de 9 787,17 points avant de clôturer à 10 520,32 points.

## Contexte
La journée du 6 mai avait démarré en baisse compte tenu de l'instabilité politique en Grèce, dans un contexte de nervosité dû aux violentes tensions observées en Europe. Le cours du Credit default swap sur la dette grecque augmentait, les marchés craignant un défaut sur la dette souveraine de la Grèce. 
À 13 heures, l'euro commença à décliner face au dollar et au yen. Le marché était baissier et la volatilité s'accentua sur certains titres financiers. Le nombre d'échanges augmenta au-delà de la moyenne. À 14 h 30, l'indice VIX mesurant la volatilité sur l'indice S&P 500 augmenta de 22,5 % par rapport au cours d'ouverture. Le rendement des obligations d'État américaines à 10 ans diminua, reflétant la volonté des investisseurs de se réfugier vers des valeurs sûres. Le Dow Jones était avant le flash crash en baisse de 2,5 %. Sur les marchés électroniques, les ordres d'achats de contrats futures E-Mini S&P 500 (en) ainsi que de l'ETF S&P 500 SPDR (en), les deux dérivés sur indices les plus échangés, sont passés respectivement de 6 milliards à 2,65 milliards de dollars (soit une baisse de 55 %) et de 275 millions à 220 millions de dollars (soit une baisse de 20 %). De nombreux autres titres de sociétés subirent également une baisse de la liquidité.

## Incident
À 14 h 32, dans un contexte de grande volatilité, fut envoyé sur le marché un ordre de vente de 75 000 E-Mini (en) à échéance juin 2010 d'une valeur approximative de 4,1 milliards de dollars pour couvrir une position longue équivalente. Cet ordre fut adressé automatiquement via un programme de trading algorithmique. Cet ordre avait été configuré afin d'obtenir un taux d'exécution de 9 % du volume d'échange calculé par rapport à la dernière minute, sans apporter d'attention au prix ou à l'heure d'exécution. Cet ordre de vente automatisé créa la plus forte baisse du cours du contrat E-Mini depuis le début de l'année 2010. Seuls deux échanges d'une telle taille avaient été exécutés sur les 12 derniers mois et par la même société de trading. La dernière vente de cette taille avait été opérée via une combinaison d'ordres manuels et de plusieurs ordres automatisés prenant en compte le prix, l'heure et le volume ; l'exécution de cet ordre avait pris plus de cinq heures. Le 6 mai 2010, dans un marché nerveux, le choix de vendre 75 000 contrats en ne prenant en compte que le volume (sans tenir compte du prix et de l'heure) devait occuper seulement 20 minutes. 
Selon la SEC, les « traders haute fréquence » et les intermédiaires furent acheteurs des premiers lots de contrats E-mini vendus par le programme, ce qui les rendait temporairement détenteurs de ces contrats. Les traders haute fréquence accumulèrent une position longue de 3 300 contrats. Entre 14 h 41 et 14 h 44, les traders haute fréquence vendirent de façon agressive 2 000 contrats E-Mini afin de réduire leurs positions longues. Dans le même temps, d'autres traders haute fréquence se mirent à échanger 140 000 contrats E-Mini représentant 33 % du volume total d'échange sur la journée. Cette chronologie était en adéquation avec les principes du trading à haute fréquence qui consiste à échanger de grandes quantités de titres sans jamais accumuler de positions shorts ou longues supérieures à 3 000 ou 4 000 contrats. Le programme de trading basé sur les volumes d'échanges réagit à l'augmentation du volume d'échanges en augmentant la vitesse à laquelle il alimentait le carnet d'ordres, bien que la plupart des ordres déjà envoyés au marché ne fussent pas encore traités et absorbés.

## Réactions
Le crash éclair du 6 mai 2010 a d'abord été expliqué comme une réaction à la crise de la dette souveraine grecque avant d'être rapidement imputé à une erreur de saisie de la part d'un opérateur de marché (une erreur communément appelée dans le jargon financier « fat finger » (gros doigt en français), correspondant à la saisie erronée d'une quantité largement supérieure au montant voulu). La CNBC ainsi que d'autres sources journalistiques ont déclaré qu'un trader avait saisi un ordre de vente de titres Procter & Gamble avec un « B » pour billions (milliards en français) au lieu de « M » pour millions. Cette information a été jugée crédible, le titre Procter & Gamble entrant dans la composition de l'indice Dow Jones ayant vu son cours chuter de plus de 37 %. La banque américaine Citigroup fut désignée comme responsable de cette erreur de saisie. 
Citigroup, comme la plupart des acteurs du marché ce 6 mai 2010, a procédé à des analyses afin de déterminer la cause de cette soudaine volatilité des marchés sans réalité économique. Elle a dénoncé toute présomption prématurée d'une implication d'un de ses traders dans cet incident. 
L'attention s'est ensuite portée sur la vente de contrats futures sur l'indice Standard & Poor's 500 de type futures E-mini S&P 500 et sur un moment précis de deux minutes où un paquet de ces contrats portant sur une valeur de 16 milliards de dollars avaient été vendus. La vente totale de futures E-mini S&P 500 sur la journée du 6 mai 2010 s'élevait à 9 milliards pour la banque Citigroup, suggérant que l'origine de cet incident n'impliquait pas cette banque ; le « Chicago Mercantile Exchange » qui gère la cotation des contrats futures E-mini S&P 500 ne trouva aucune faille dans ses systèmes.
Le Nasdaq et le New York Stock Exchange ont pris la décision exceptionnelle d'annuler certains échanges de titres ayant eu lieu entre 14 h 40 et 15 heures. D'autres sources ont indiqué que cet incident avait pu être causé par la vente de l'ETF Ishares Russell 1000 Value Index Fund géré par BlackRock. Mais un dirigeant de BlackRock a réfuté cette assertion, affirmant qu'aucune trace d'une erreur de trading n'avait été trouvée dans son établissement. La société Procter & Gamble, la plus affectée par cet incident, décida de mener une enquête afin de déceler une possible erreur de trading. Bien que les titres P&G soient côtés sur le NYSE, des baisses massives ont également été enregistrées sur d'autres plates-formes d'échange mettant les titres de cette société au cœur du problème.

## Enquête officielle

### Rapport de la SEC et du CFCT
Après presque cinq mois d'enquête, la Securities and Exchange Commission (SEC) et la Commodity Futures Trading Commission (CFTC) déposent un rapport conjoint le 30 septembre 2010 intitulé Findings Regarding the Market Events of May 6, 2010, retraçant la séquence des événements ayant mené au flash Crash.
Le rapport présente le « portrait d'un marché si fragmenté et fragile qu'une seule grande transaction pouvait faire partir les actions en spirale »,. Il explique en détail comment une grande firme de fonds mutuel, vendant une quantité inhabituellement importante de contrats E-Mini (en) S&P 500, a dans un premier temps épuisé les acheteurs disponibles, et comment ensuite les machines à algorithmes effectuant les transactions à haute fréquence (HFT) ont commencé à vendre de manière agressive, accélérant l'effet de vente du fonds mutuel et contribuant à la forte baisse de la valeur,.

### Rôle de Waddell & Reed
Dans un rapport publié le 1er octobre 2010, la SEC indiqua, sans la nommer, qu'une firme était à l'origine d'un ordre de vente, via un système de trading haute fréquence, de 75 000 contrats futures E-Mini S&P 500, déclencheur du Flash Crash. Seul le hedge fund Waddell & Reed correspondait à la description faite dans le rapport. La firme Waddell & Reed reconnaissait être impliquée dans cet incident, comme 250 autres sociétés. Quelques jours après le crash, les rumeurs désignaient déjà Waddell & Reed ; il s'agit d'une société de gestion d'actifs ayant ses locaux à Overland Park dans le Kansas.

### Critiques du rapport
Le rapport de 100 pages de la SEC a été très critiqué par de nombreux spécialistes des marchés financiers. Bien que décrivant le trade de 75 000 contrats futures E-Mini, il ne nomme pas la société Waddell & Reed. Bien qu'analysant précisément la chronologie et l'origine du crash, il ne porte pas de critique concernant le high frequency trading ni même aucune attention à des pratiques de quotes stuffing qui ont eu une influence, révélée par la société Nanex.

## Le rôle de Navinder Singh Sarao
En 2010, Navinder Singh Sarao était un day trader (ou négociateur sur séance) sur des contrats à terme (en anglais : futures) qui opérait à partir du pavillon de ses parents à Hounslow, dans la banlieue de Londres, pour le compte de sa société, la Nav Sarao Futures Limited, enregistrée au domicile familial. 
Le 6 mai 2010, il aurait initialement proposé à la vente des contrats à terme E-mini S&P (en) sur le Chicago Mercantile Exchange pour une valeur d’environ 200 millions de dollars. En quelques minutes, il aurait modifié ou remplacé ses ordres 19 000 fois avant de les annuler. Entretemps, il aurait placé à lui seul 62 000 de ces contrats, soit 3,5 milliards de dollars.
Le 21 avril 2015, le département de la Justice des États-Unis émet à son encontre 22 chefs d’inculpation, incluant fraude électronique, manipulation des marchés boursiers et spoofing. De 2009 à avril 2014, ces opérations auraient engendré 40 millions de dollars de profits illégaux. La pénalité maximale pour chaque inculpation étant de dix à vingt-cinq ans de prison, Sarao risque un total de 350 années derrière les barreaux. Les inculpations font suite à une plainte de la Commodity Futures Trading Commission (CFTC) des États-Unis.
Le 14 août 2015, Sarao bénéficie d’une mise en liberté sous caution d’un montant de 50 000 livres. 
En janvier 2016, une analyse détaillée de l’ensemble des données du Flash Crash, milliseconde par milliseconde, conclut qu’il « est très peu probable que les opérations de spoofing de Sarao ait pu provoquer le Flash Crash, ou même que le Flash Crash ait été une conséquence prévisible de ses activités de spoofing ». Il se peut que Sarao n’ait fait que profiter d’un phénomène dont il n’était pas responsable. Ce qui ne modifie pas son statut juridique : responsable ou non, il reste accusé de procédés illégaux,. 
Pour la CFTC, Sarao est « au moins responsable de façon significative du déséquilibre des offres » à l’origine du Flash Crash.
Les médias ont noté que, par ses accusations, la CFTC contredit le rapport qu’elle a elle-même rédigé avec la SEC. On peut également douter que des opérations frauduleuses portant sur quelques dixièmes de milliards de dollars aient pu provoquer une chute boursière de près d’un millier de milliards de dollars. Une autre source note que les autorités de régulation « utilisent encore des bicyclettes pour poursuivre des Ferrari ». 
Le 23 mars 2016, la justice britannique autorise son extradition vers les États-Unis.
Un mois avant le début du confinement, Sarao a finalement échappé à la prison et a été condamné à un an d'assignation à résidence.